# Sally Eilers
Sally Eilers (11 de diciembre de 1908 – 5 de enero de 1978) fue una actriz cinematográfica estadounidense.

## Biografía
Su verdadero nombre era Dorothea Sally Eilers, y nació en Nueva York. Su madre era judía americana, y su padre era de origen irlandés. Eilers debutó en el cine a los 18 años de edad en 1927, con el film The Red Mill, dirigido por Roscoe Arbuckle. Tras varios papeles menores, encontró trabajo con Mack Sennett, siendo una de las bellezas en traje de baño en varios de sus cortos, junto con Carole Lombard, que era amiga suya de la infancia. En 1928 fue seleccionada como una de las WAMPAS Baby Stars, una lista anual de las jóvenes actrices más prometedoras del momento.  
Eilers fue una figura popular en el Hollywood de los primeros años treinta, conocida por su alegría y vivacidad. Sus películas fueron principalmente comedias y melodramas criminales tales como Quick Millions (1931), con Spencer Tracy y George Raft. Sin embargo, al final de la década su popularidad había menguado, y sus actuaciones posteriores fueron escasas. Su último trabajo lo hizo en 1950.
Estuvo casada con los cineastas Hoot Gibson, Harry Joe Brown, y Hollingsworth Morse, y con Howard Barney. 
En sus últimos años tuvo problemas de salud, y falleció a causa de un infarto agudo de miocardio en Woodland Hills (Los Ángeles), California, a los 69 años de edad.

## Filmografía seleccionada
- The Red Mill (1927)
- The Show of Shows (1929)
- She Couldn't Say No (1930)
- Bad Girl (1931)
- Quick Millions (1931)
- Parlor, Bedroom and Bath (Pobre tenorio) (1931)
- Central Airport (Aeropuerto Central) (1933)